# Гильемунд
Гильему́нд (Гильо́м; лат. Guillemundus; умер после 827) — первый известный из исторических источников граф Разеса и Конфлана (814—827), представитель династии Гильемидов.

## Биография
Гильемунд был старшим сыном маркграфа Готии и графа Барселоны Беры. Своё имя он получил в честь деда, графа Тулузы Гильома Желонского, а характерное для вестготского языка окончание имени (-mund) — вероятно, от своей бабки, вестготки Кунигунды. В 814 году Гильемунд получил в управление паги Разес и Конфлан, которыми он управлял как вассал своего отца. После того, как его отец Бера в 820 году был признан императором Запада Людовиком I Благочестивым виновным в государственной измене и лишён всех своих владений, Гильемунду удалось сохранить оба управляемых им графства.
Однако в 826 году Гильемунд отказался от соблюдения верности императору и присоединился к восстанию Аиссы. Вероятно, причиной этого стала передача Людовиком I Благочестивым Барселоны, Бесалу, Жироны и Осоны, бывших владений отца Гильемунда, его дяде Бернару Септиманскому, врагу графа Беры. Для подавления мятежа в Испанскую марку императором было направлено большое войско под командованием архиканцлера Франкского государства, аббата Элизахара, и графов Хильдебранда и Доната Лупа. Действуя совместно с графом Бернаром Септиманским, франкские полководцы не смогли подавить мятеж, но, заняв бо́льшую часть владений Гильемунда, заставили отступить того в горные районы Разеса. Здесь Гильемунд продержался ещё около года, после чего в 827 году был вынужден бежать во владения испанских мусульман. Его владения, графства Разес и Конфлан, были переданы императором Людовиком дяде Гильемунда, уже владевшему графствами Руссильон и Ампурьяс Госельму.
Последние сведения о Гильемунде относятся к моменту его прибытия в Кордову. Дата смерти Гильемунда и то, был ли он женат и имел ли детей, неизвестны.